# فرودگاه موری
فرودگاه موری (به انگلیسی: Moree Airport) یک فرودگاه همگانی با کد یاتا MRZ است که یک باند فرود آسفالت دارد و طول باند آن ۱۶۱۳ متر است. این فرودگاه در کشور ایالات متحده آمریکا قرار دارد و در ارتفاع ۲۱۳ متری از سطح دریا واقع شده‌است.

## شرکت‌های هواپیمایی و مقصدهای پروازی
| شرکت‌های هواپیمایی       | مقصدهای پروازی                                    |
| ----------------------- | ------------------------------------------------- |
| رجیونال اکسپرس ایرلاینز | Burketown، کنز، Doomadgee، ماونت آیزیا، Normanton |